# Rhabdophis lineatus
Espèce
Synonymes
- Tropidonotus lineatus Peters, 1861

Statut de conservation UICN

 LC  : Préoccupation mineure
Rhabdophis lineatus est une espèce de serpents de la famille des Natricidae. 

## Répartition
Cette espèce est endémique des Philippines. Elle se rencontre sur les îles de Basilan, de Bohol, de Mindanao et de Samar,.

## Étymologie
Le nom spécifique lineatus vient du latin lineatus, rayé, en référence à l'aspect de ce saurien.

## Publication originale
- Peters, 1861 : Eine zweite Übersicht (vergl. Monatsberichte 1859 p. 269) der von Hrn. F. Jagor auf Malacca, Java, Borneo und den Philippinen gesammelten und dem Kgl. zoologischen Museum übersandten Schlangen. Monatsberichte der Königlichen Preussischen Akademie der Wissenschaften zu Berlin, vol. 1862, p. 683-691 (texte intégral).